# Dates
Das DATEs ist ein monatlich erscheinendes, werbefinanziertes Stadtmagazin für Magdeburg und Umgebung, zeitweise mit einer weiteren, getrennt vertriebenen regionalen Ausgabe für Erfurt, Weimar und Jena.
DATEs erscheint in der DATEs Medien Verlag GmbH und wird größtenteils durch kostenlose Auslage in Diskotheken, Szeneläden, Restaurants, Kneipen, Kinos, Buchhandlungen und öffentlichen Einrichtungen vertrieben. Es enthält neben einem umfangreichen Veranstaltungskalender für Konzerte, Theater, Kino, Partys usw. einen redaktionellen Teil, in dem über regionale Ereignisse und Veranstaltungen aus den Bereichen Bühne, Musik, Veranstaltungsorte und regionale Szene sowie über aktuelle Filme und CD-Veröffentlichungen berichtet wird. Die Ausgabe enthält auch satirische Rubriken, zum Beispiel „Eule“ und „Zum Schlachthof“ (benannt nach dem Verlagssitz im ehemaligen Schlachthof).
Weiterhin erscheinen regelmäßige Sonderhefte zu den Themen wie Mode, Automobil oder Weihnachten, sowie das jeweils zum Wintersemester erscheinende Studentenmagazin „Studieren in Magdeburg“.